# Остапенко Олег Володимирович (військовик)
Оле́г Володи́мирович Оста́пенко (28 жовтня 1993 — 22 жовтня 2015) — старший лейтенант ЗСУ, учасник російсько-української війни.

## Життєпис
Народився 1993 року в селі Колодяжне Ковельського району.
В лютому 2015 року достроково закінчив НАСВ ім. гетьмана П. Сагайдачного, для проходження служби направлений у Новоград-Волинський, лейтенант, командир взводу—заступник командира інженерно-саперної роти з озброєння групи інженерного забезпечення, 30-та окрема бригада.
Направлений в зону бойових дій, перебував поблизу Бахмута; на фронті достроково отримав звання старшого лейтенанта.
22 жовтня 2015 року помер під час перебування у відпустці в рідному селі — внаслідок гострого серцевого нападу.
Похований в селі Колодяжне.
Без Олега лишились батьки й брат — теж військовий.

## Нагороди та вшанування
За особисту мужність, сумлінне та бездоганне служіння Українському народові, зразкове виконання військового обов'язку відзначений — нагороджений
- орденом Богдана Хмельницького III ступеня (16.1.2016, посмертно)[1]
- 24 жовтня 2016 року в колодяжненській ЗОШ відкрито пам'ятну дошку на честь Олега Остапенка.